# Christian Schmidt (Unternehmer, 1621)
Christian Schmidt, auch Christian Schmied, (getauft 18. Januar 1621 in Platten; † 14. November 1689 in Johanngeorgenstadt) war ein deutscher Handelsmann und Unternehmer. Als böhmischer Exulant gehörte er zu den Gründern und Förderern der Berg- und Exulantenstadt Johanngeorgenstadt im sächsischen Erzgebirge.

## Leben
Er war der Sohn von Gabriel Schmidt (Schmied) aus Breitenbrunn, der sich in der böhmischen Bergstadt Platten niederließ und der Magdalena geb. Jungk (* 1583 in Platten). Aufgrund seines protestantischen Glaubens gehörte er zu denjenigen Bürgern Plattens, die 1653 per öffentlichen Anschlag aus der Stadt gebannt wurden. So sah er sich gezwungen, mit seiner Frau und mehreren unmündigen Kindern das Königreich Böhmen zu verlassen und sich am Vorderen Fastenberg im Kurfürstentum Sachsen niederzulassen.
Am 22. September 1654 legte er den Bürgereid von Johanngeorgenstadt ab. Durch Losentscheid hatte er einen Bauplatz für ein Wohnhaus im zweiten Stadtviertel von Johanngeorgenstadt in der Schneeberger Gasse (der späteren Bahnhofstraße) gezogen, wo er für sich und seine Familie ein Wohngebäude errichtete. Ein weiteres, zuvor erworbenes Haus verkaufte Christian Schmidt 1664 weiter an die Witwe von Georg Speck aus Erlabrunn.
Als Handelsmann und Unternehmer war er in der neugegründeten Stadt zu Geld gekommen und konnte deshalb für die neue Stadtkirche ein hölzernes Kruzifix errichten lassen. Er erwarb außerdem ein repräsentatives Wohnhaus direkt am Marktplatz der Stadt, in das er mit seiner Familie zog. Auch im fortgeschrittenen Lebensalter zeigte er sich gegenüber Innovationen aufgeschlossen. So wurde ihm vom Bergamt Johanngeorgenstadt  1677 das bei Johanngeorgenstadt gelegene Schwefel- und Vitriolwerk im heutigen Ortsteil Schwefelwerk verliehen.
1686 errichtete er sein Testament. 100 Taler stellte er für die Errichtung eines Erbbegräbnisses zur Verfügung, in das er nach seinem Tod 1689 bestattet wurde. Doch bereits der Johanngeorgenstädter Pfarrer und Chronist Johann Christian Engelschall wies 1723 darauf hin, dass dieses Erbbegräbnis wenig später eingegangen ist und beseitigt wurde. Er kommentierte dies so: „und möchte man wohl darüber setzen, was jener seinem Begräbnis einhauen liesse: Posteris non fido, ich traue denen Nachkömmlingen nicht“.

## Familie
Schmidt heiratete in erster Ehe am 29. August 1648 in Sankt Joachimsthal Elisabeth Hailwagen aus Abertham († 25. September 1673 in Johanngeorgenstadt) und in zweiter Ehe Rosina Fischer aus Schneeberg.
Aus erster Ehe gingen folgende Kinder hervor:
1. Johann Georg Schmidt (1649–1718), Handelsmann und Schichtmeister in Johanngeorgenstadt
2. Lucia Hänel (* 1651)
3. Anna Elisabeth Glaßmann (* 1654)
4. Theophilus Schmidt (1657–1673)
5. Christian Schmidt (1660–vor 1686)